# Annette de Vries
Annette de Vries (Ámsterdam, 24 de mayo de 1954) es una escritora neerlandesa.
El padre de Annete había nacido en Surinam y su madre en los Países Bajos. Con dos años de edad sus padres regresaron a Surinam. Su padre era un profesor de georgrafía en AMS, la escuela secundaria de Surinam. Su madre trabajaba de fisioterapista. En 1969 Annette regresa a los Países Bajos. 
Entre 1973-1978, De Vries concurre a la Escuela de Teatro de Ámsterdam. A parir de 1979 viaja concentrándose en la enseñanza y dirigiendo actores amateur. Además cursa estudios de maestra de teatro, graduándose en 1984. 
Al dejar la Escuela de Formación de Teatro en 1993, hasta 1995 se ocupa de escribir artículos sobre actuación. También escribe por encargo del Centro Holandés un libro sobre obras amateur, titulado 'De afstand tot de maan, amateurspelers en de basisvaardigheden van het acteren' ("La distancia a la Luna, actores amateur y las habilidades básicas de actuación"). Este libro es muy utilizado como material educativo en la Escuela de Maestros de Teatro en los Países Bajos. 
A partir de 1995, Annette de Vries trabaja como consultora en las artes y temas de diversidad cultural. En su trabajo asesora, realiza investigaciones y proyectos y escribe obras de teatro, ensayos, artículos y columnas. 
Entre el 2000 y el 2001 escribe la novela "Scheurbuik", que publica en el 2002. 
En el otoño del 2010, publica su segunda novela.